# Aspilota konae
Aspilota konae är en stekelart som beskrevs av William Harris Ashmead 1901. Aspilota konae ingår i släktet Aspilota och familjen bracksteklar. Inga underarter finns listade.